# Renato Rambaldelli
Renato Rambaldelli (Torino, 2 luglio 1936 – Torino, 18 ottobre 2023) è stato un calciatore italiano, di ruolo terzino.

## Carriera
Cresciuto nel Torino, dopo un inizio al Como nel ruolo di centrocampista, divenne poi terzino sinistro passò al Catania, con cui esordì in Serie A.
Al termine della stagione 1967-1968, il terzino chiese di essere ceduto, ma dopo otto anni di militanza con la formazione siciliana dovette pagarsi da sé lo svincolo, rinunciando a tre milioni di lire di crediti vantati nei confronti degli etnei. Trovò spazio all'Asti Macobi; tutta la squadra disputò una stagione al di sotto delle aspettative, conclusa con la retrocessione. Rientrò quindi in Sicilia, per un'annata in Serie D al Paternò in cui mise a disposizione la sua esperienza per i giovani locali e disputò un torneo brillante.
A quel punto si ritirò per iniziare la carriera da allenatore, guidando per due anni l'undici di Floridia nei campionati di Serie D nel 1970-'71 e 1971-'72. A febbraio 1972 fu esonerato e poi richiamato nel giro di pochi giorni.
Successivamente, aprì una tabaccheria a Torino.
Nel 1990-'91 tornò ad allenare il Paternò in Promozione, ma la squadra aveva grossi problemi strutturali e societari e a gennaio il tecnico fu esonerato.